# Сент-Луїс (Оклахома)
Сент-Луїс (англ. St. Louis) — місто (англ. town) в США, в окрузі Поттаватомі штату Оклахома. Населення — 121 особа (2020).

## Географія
Сент-Луїс розташований за координатами 35°4′52″ пн. ш. 96°51′35″ зх. д. / 35.08111° пн. ш. 96.85972° зх. д. (35.081208, -96.859662).  За даними Бюро перепису населення США в 2010 році місто мало площу 24,30 км², уся площа — суходіл.

## Демографія
Згідно з переписом 2010 року, у місті мешкало 158 осіб у 70 домогосподарствах у складі 54 родин. Густота населення становила 7 осіб/км².  Було 80 помешкань (3/км²).
Расовий склад населення:
| - 84,2 % — білих - 10,1 % — корінних американців - 1,3 % — осіб інших рас |

До двох чи більше рас належало 4,4 %. Частка іспаномовних становила 1,9 % від усіх жителів.
За віковим діапазоном населення розподілялося таким чином: 22,2 % — особи молодші 18 років, 59,4 % — особи у віці 18—64 років, 18,4 % — особи у віці 65 років та старші. Медіана віку мешканця становила 50,0 року. На 100 осіб жіночої статі у місті припадало 122,5 чоловіків;  на 100 жінок у віці від 18 років та старших — 95,2 чоловіків також старших 18 років.
Середній дохід на одне домашнє господарство  становив 39 143 долари США (медіана — 35 250), а середній дохід на одну сім'ю — 43 295 доларів (медіана — 43 125). За межею бідності перебувало 20,0 % осіб, у тому числі 37,5 % дітей у віці до 18 років та 11,1 % осіб у віці 65 років та старших.
Цивільне працевлаштоване населення становило 41 осіб. Основні галузі зайнятості: сільське господарство, лісництво, риболовля — 22,0 %, роздрібна торгівля — 17,1 %, освіта, охорона здоров'я та соціальна допомога — 14,6 %, транспорт — 12,2 %.